# Кинта ду Анжу
Кинта ду Анжу (на португалски: Quinta do Anjo) е селище в централна западна Португалия, част от община Палмела на окръг Сетубал. Населението му е около 11 900 души (2011).
Разположено е на 252 метра надморска височина на Сетубалския полуостров, на 6 километра северозападно от центъра на град Сетубал и на 24 километра югоизточно от центъра на столицата Лисабон.